# Juraci da Cunha Gonçalves
Juraci da Cunha Gonçalves (São Gabriel, 14 de fevereiro de 1914 — São Gabriel, 05 de junho de 1985), foi um Político, pecuarista e Médico Brasileiro.

## Biografia
Prefeito de São Gabriel durante o período de 1953 a 1959, Juraci nasce no ano de 1914, na zona rural, na fazenda de seus avós. Seu pai, Octacilio Porto Gonçalves, vinha de uma tradicional família de fazendeiros do município de Rio Pardo. Sua mãe Carlota Rodrigues da Cunha, também era filha de grandes proprietários de terras em São Gabriel.
Juraci, o quarto de oito filhos, fizera seus estudos primários no município de origem, e, posteriormente, na Escola Militar de Porto Alegre,formando-se em medicina, em 1942, na UFRGS.
Após formado, casa-se, em Porto Alegre com Laura Seabra Dornelles em dezembro de 1943. Inicialmente, exerceu a medicina em um distrito pertencente ao município de São Borja, que depois fora emancipado e hoje chama-se Santo Antônio das Missões.
Lá fora vereador em São Borja, entre os anos de 1952 a 1955. Assim como também, na década de 40, constituiu o grupo que, sob o comando de Getúlio Vargas, fundaram o PTB nacional, no Rio de Janeiro.
Em meados da década de 50, Juraci e sua família mudam-se para São Gabriel, aonde lá estabeleceram suas raízes.
Na época em que estudou em Porto Alegre, conhecera através de amigos em comum, aquele que vinha a tornar seu grande amigo, João Goulart, com certeza os ideais políticos em comum, fizeram deles mais do que correligionários políticos, também influenciaram Juraci pelo espectro esquerdista.
No ano de 1955, ele funda o partido PTB no município. Sua residência hospedava Goulart sempre que este estivesse em São Gabriel.

João Goulart em visita a seu amigo Juraci, em São Gabriel, em 1959

Através de uma acirrada disputa pela prefeitura, no ano de 1955, ele ganha com uma margem pequena de votos, tornando-se Prefeito Municipal de São Gabriel, entre os anos de 1956 a 1959. Seu irmão, Inocêncio da Cunha Gonçalves fora eleito vice. Esse fato de um governo formado por dois irmãos, ambos médicos, chamou a atenção da mídia na época, sendo veiculado em muitos jornais.

Dois irmãos eleitos a prefeito e vice-Fato inédito no Brasil

Diferentemente de Juraci, que sempre defendeu os ideais da esquerda na política, seu irmão era de um partido de direita, antagônico ao seu. Na época, com a Constituição de 1946 em vigor, os votos para presidente ou prefeito e seus respectivos vices, eram realizados de maneira separadas, independente do partido, o que ocasionou o feito histórico e inédito ao país.
Em seu governo, foi o responsável pela ideia e desenvolvimento do brasão oficial da cidade, que, fora adotado como o símbolo oficial do município de São Gabriel.
Também desenvolveu obras de infra-estrutura nas periferias da cidade, criou a Escola Municipal José Ferreira Lima, bem como foi responsável pela construção da nova Câmara de vereadores, localizada na praça Dr Fernando Abbott, aonde permanece até os dias de hoje.

Prefeito Dr Juraci da Cunha Gonçalves em 1958

Como médico, prestou diversos serviços a população em geral, atuando como Clínico Geral do INSS, durante muitos anos.
Após deixar o cargo de prefeito, assume o cargo de presidente da Cooperativa de Trigo e Arroz do município (COMAIG), em meados da década de 1960.
Porém alguns anos depois da implementação do governo militar no Brasil, ele abandona a carreira na medicina e na política e auto “exila-se" em sua estância no interior do município, aonde dedica-se à pecuária e a plantação tanto de arroz, quanto de trigo.
O casal teve dois filhos: Jussara e Octacílio.

Os filhos e esposa de Juraci da Cunha Gonçalves, em 1948

Em decorrência de um AVC, Juraci morre em 1985, com 71 anos de idade.